# Вэкэреску, Енэкицэ
Енэки́цэ Вэкэре́ску (рум. Ienăchiță Văcărescu; 1740—1797) — румынский поэт, историк, филолог, полиглот, автор одной из первых румынских грамматик. Дипломат.

## Биография

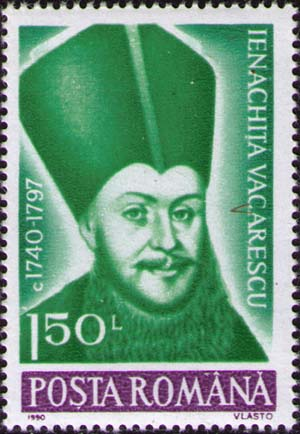
Енэкицэ Вэкэреску на почтовой марке Румынии 1990 г.

Представитель валашского боярского рода Вэкэреску. Получил основательное образование. Учился в Санкт-Петербурге и Вене. Знал несколько иностранных языков, в том числе, итальянский, французский, немецкий, турецкий, древне- и новогреческий, старославянский, персидский, арабский языки.
Во время правления Григория Гика занимал высокие государственные посты.
В ряде случаев служил Валахии в качестве дипломата, часто бывал с миссиями за рубежом, в том числе, вёл важные переговоры, например, с окружением Габсбургов о судьбе сыновей господаря князя Александра Ипсиланти, задержанных в 1782 в Вене; встречался и беседовал с императором Иосифом II, оказывал поддержку французскому послу, барону де Бретейлю и др.
Следующий правитель Теодор Балш сослал его на Родос, но его преемник Николай Вогориде, вернул Вэкэреску из ссылки и назначил его великим баном.

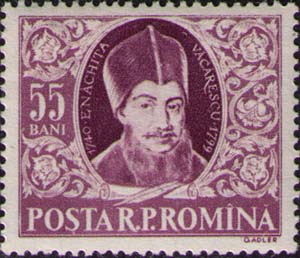
Енэкицэ Вэкэреску на почтовой марке Румынии 1955 г.

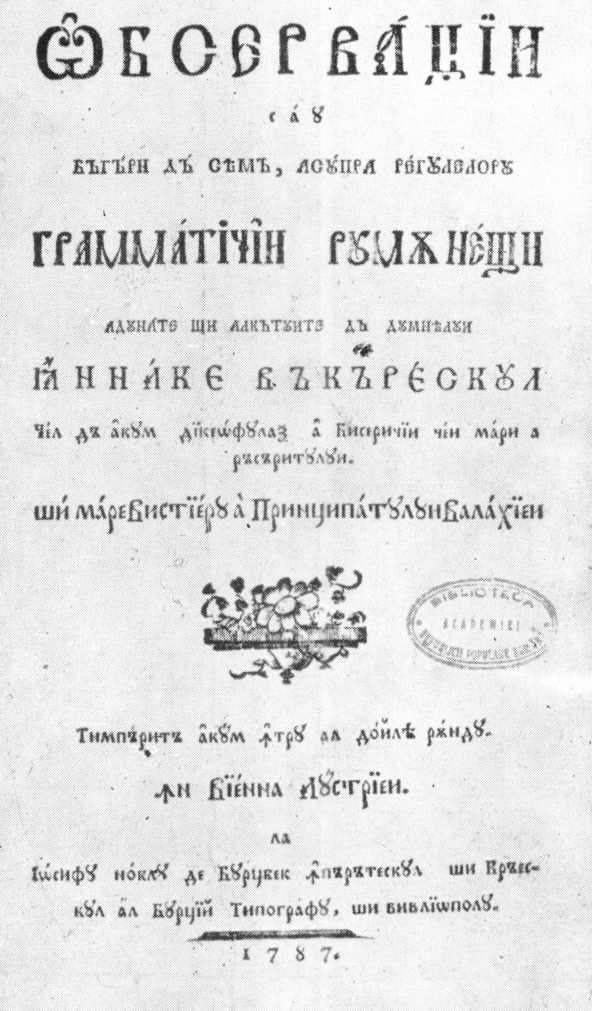
Титульный лист румынской грамматики Е. Вакареску, изданный на славянском алфавите. 1787 г.

Он автор одной из первых печатных книг на румынском языке — грамматики («Observaţii sau băgări de seamă asupra regulilor şi orânduielilor gramaticii româneşti» 1787), в которого также включен раздел, посвящённый просодии (изучению стихосложения). Ему также принадлежит «Греческая грамматика» («Gramatica greacă completă»).
Сначала подражал греческим поэтам, позже переводил Вольтера и Гёте.
Писал стихи, находясь под влияние Анакреонта, используя фольклорные мотивы, основной темой которых была романтическая любовь. Создал также стихотворения, подражая русским народным песням.
Его главные поэмы «Сад Туртледов» и «Тестаментул», написанные на румынском языке, стали национальной классикой.
Его сыновья Алеку и Николае продолжали начинания отца, тоже были поэтами. Внук же его Янку Вэкэреску (1786—1863), переводчик «Британника» Расина, был автором поэтических посланий, адресованных ряду современников.
Внучка — Елена Вэкэреску (1964—1947), румынско-французская писательница, поэтесса, переводчица, дипломат.
Как историк, составил историю Оттоманской империи, украсив её стихотворными вставками. Написал «Istorie Preaputernicilor Împăraţi Otomani» («История всех могущественных османских императоров»).

## Избранная поэзия
- Într-o grădină
- Amărâta turturea
- Spune, inimioară, spune
- Ce ai să-mi zici dă mândrie?
- A socoti că poate
- De-a avea milostivire
- La o-ntristare
- Urmașilor mei Văcărești
- Zilele ce oi fi viu

Похоронен на кладбище Беллу в Бухаресте.